# Parque Estadual Salto São Francisco da Esperança
O Parque Estadual Salto São Francisco da Esperança é uma unidade de conservação situada nos municípios brasileiros de Guarapuava, Prudentópolis e Turvo, no estado do Paraná. 

## Legislação
A unidade de conservação, com área de 6.939,0176 hectares, foi criada sob seu antigo nome de Parque Estadual da Serra da Esperança pelo Decreto Estadual nº 9110 de 23 de dezembro de 2010.. Em 2021, no entanto, nova legislação alterou seu nome para o nome atual 